# Баскаков, Сергей Алексеевич
Сергей Алексеевич Баскаков (19 мая 1911, Санкт-Петербург — 4 июня 1988, Москва) — советский хозяйственный, государственный и политический деятель.

## Биография
Родился 19 мая 1911 года в г. Санкт-Петербург, Санкт-Петербургская губ., Российская империя.
Член ВКП(б) с 1931 года.

## Образование
- 1930—1932 — Московский индустриально-педагогический институт им. К. Либкнехта (переведен со 2 курса)
- 1932—1935 — Уральский индустриальный институт имени С. М. Кирова (инженер-механик)

## Работа
- июль 1925 — октябрь 1927 — ученик слесаря оптического завода
- октябрь 1927 — июль 1930 — слесарь государственного механического завода
- декабрь 1935 — июнь 1936 — технолог; мастер цеха завода № 172 им. Молотова
- июнь 1936 — июнь 1937 — зам. начальника цеха завода № 172
- июнь 1937 — июль 1942 — начальник цехов № 13, № 8, № 16 завода № 172
- июль 1942 — апрель 1943 — зам. главного инженера завода № 172
- апрель 1943 — июнь 1944 — первый секретарь Молотовского РК ВКП(б)[где?]
- июнь 1944 — май 1946 — парторг ЦК ВКП(б) на заводе № 172
- май 1946 — июль 1947 — зам. секретаря Молотовского обкома ВКП(б) по машиностроительной промышленности
- июль 1947 — ноябрь 1948 — третий секретарь Молотовского ГК ВКП(б)
- ноябрь 1948 — январь 1950 — председатель Молотовского областного Совета профсоюзов
- январь 1950 — октябрь 1957 — второй секретарь Молотовского обкома КПСС
- 1951—1953 — заместитель начальника II-го главного управления при СМ СССР
- 1953—1954 — начальник Политического управления Министерства среднего машиностроения СССР
- 1953—1954 — заместитель министра среднего машиностроения СССР
- 1954—1956 — заместитель заведующего Отделом оборонной промышленности ЦК КПСС
- 1956—1962 — заведующий Промышленно-транспортным отделом ЦК КПСС по РСФСР
- 31.10.1961 — 30.3.1971 — член Центральной Ревизионной Комиссии КПСС
- 1962 — 5.1966 — заведующий Отделом тяжёлой промышленности, транспорта и связи ЦК КПСС по РСФСР
- 5.1966 — 1983 — заместитель заведующего Отделом тяжёлой промышленности — тяжёлой промышленности и энергетики ЦК КПСС
- 1983 — на пенсии

Избирался депутатом Верховного Совета РСФСР 3-го, 5-го, 6-го созывов.
Похоронен на Кунцевском кладбище.